# Josef Seuss
Josef Seuss (ur. 3 marca 1906 w Norymberdze, zm. 28 maja 1946 w Landsberg am Lech) – zbrodniarz hitlerowski, członek załogi obozu koncentracyjnego Dachau oraz SS-Hauptscharführer.
Członek SS, do personelu Dachau należał od kwietnia 1933 roku, gdzie początkowo pełnił służbę w załodze wartowniczej (tzw. Wachtruppe), następnie w obozowej komendanturze. Od 1938 do 1941 roku (z przerwą na krótki okres podczas zimy przełomu 1939 i 1940, gdy pełnił służbę w obozie we Flossenbürgu) był zarządcą tzw. Bunkra, w którym umieszczano więźniów skazanych za drobne przewinienia. Seuss był bezpośrednio odpowiedzialny za maltretowanie i głodzenie tych więźniów. W maju 1941 roku przeniesiono go do podobozu Radofzell, gdzie kierował jednym z komand więźniarskich. W sierpniu 1942 powrócił do obozu głównego Dachau i sprawował tam stanowisko oficera raportowego, odpowiedzialnego za apele więźniów (Rapportführera).
Po zakończeniu wojny został skazany na śmierć przez powieszenie w procesie załogi Dachau przed amerykańskim Trybunałem Wojskowym. Wyrok wykonano w więzieniu Landsberg 28 maja 1946 roku.